# Ialtris
Ialtris is een geslacht van slangen uit de familie toornslangachtigen (Colubridae) en de onderfamilie Dipsadinae.

## Naam en indeling
De wetenschappelijke naam van de groep werd voor het eerst voorgesteld door Edward Drinker Cope in 1862. Er zijn vier verschillende soorten, de slangen werden eerder aan andere geslachten toegekend, zoals Philodryas en Alsophis.

## Verspreiding en habitat
De soorten uit het geslacht Ialtris komen voor in delen van het Caribisch Gebied en leven endemisch op het eiland Hispaniola. Ze zijn te vinden in de deelgebieden Île à Vache, Île de la Gonâve, Île de la Tortue, Dominicaanse Republiek en Haïti.
De habitat bestaat uit tropische en subtropische bossen, zowel vochtige laagland- en bergbossen als drogere bossen.

## Beschermingsstatus
Door de internationale natuurbeschermingsorganisatie IUCN is aan alle soorten een beschermingsstatus toegewezen. Een soort wordt gezien als 'kwetsbaar' (Vulnerable of VU), een als 'gevoelig' (Near Threatened of NT), een als 'bedreigd' (Endangered of EN) en de soort Ialtris parishi ten slotte wordt beschouwd als 'ernstig bedreigd' (Critically Endangered of CR).

## Soorten
Het geslacht omvat de volgende soorten, met de auteur en het verspreidingsgebied.
| Naam              | Auteur                   | Verspreidingsgebied                                                                  |
| ----------------- | ------------------------ | ------------------------------------------------------------------------------------ |
| Ialtris agyrtes   | Schwartz & Rossman, 1976 | Hispaniola (Dominicaanse Republiek)                                                  |
| Ialtris dorsalis  | Günther, 1858            | Hispaniola (Île à Vache, Île de la Gonâve, Île de la Tortue, Dominicaanse Republiek) |
| Ialtris haetianus | Cochran, 1935            | Hispaniola (Haïti, Dominicaanse Republiek)                                           |
| Ialtris parishi   | Cochran, 1932            | Hispaniola (Haïti, Île de la Tortue)                                                 |